# Parafia św. Szymona i Judy Tadeusza w Sosnowcu
Parafia Świętych Szymona i Judy w Sosnowcu – rzymskokatolicka parafia położona w dekanacie św. Barbary w Sosnowcu, diecezji sosnowieckiej, metropolii częstochowskiej w Polsce. 

## Historia
Parafia została erygowana 11 października 1989 roku przez bp. częstochowskiego Stanisława Nowaka. Pierwszym proboszczem został ks. Jan Ćwikła.
Kościół parafialny wzniesiono w 2006 roku. Konsekracji świątyni 21 października 2007 roku dokonał bp sosnowiecki Adam Śmigielski SDB.

## Zasięg parafii
Ulice: Biała Przemsza, Długa, Gajowa, Junacka, Letniskowa, Orkana, Przyjaźni, Sarnia, Szczęsna, Wasilewskiego.